# Verschwundene indigene Frauen in den USA

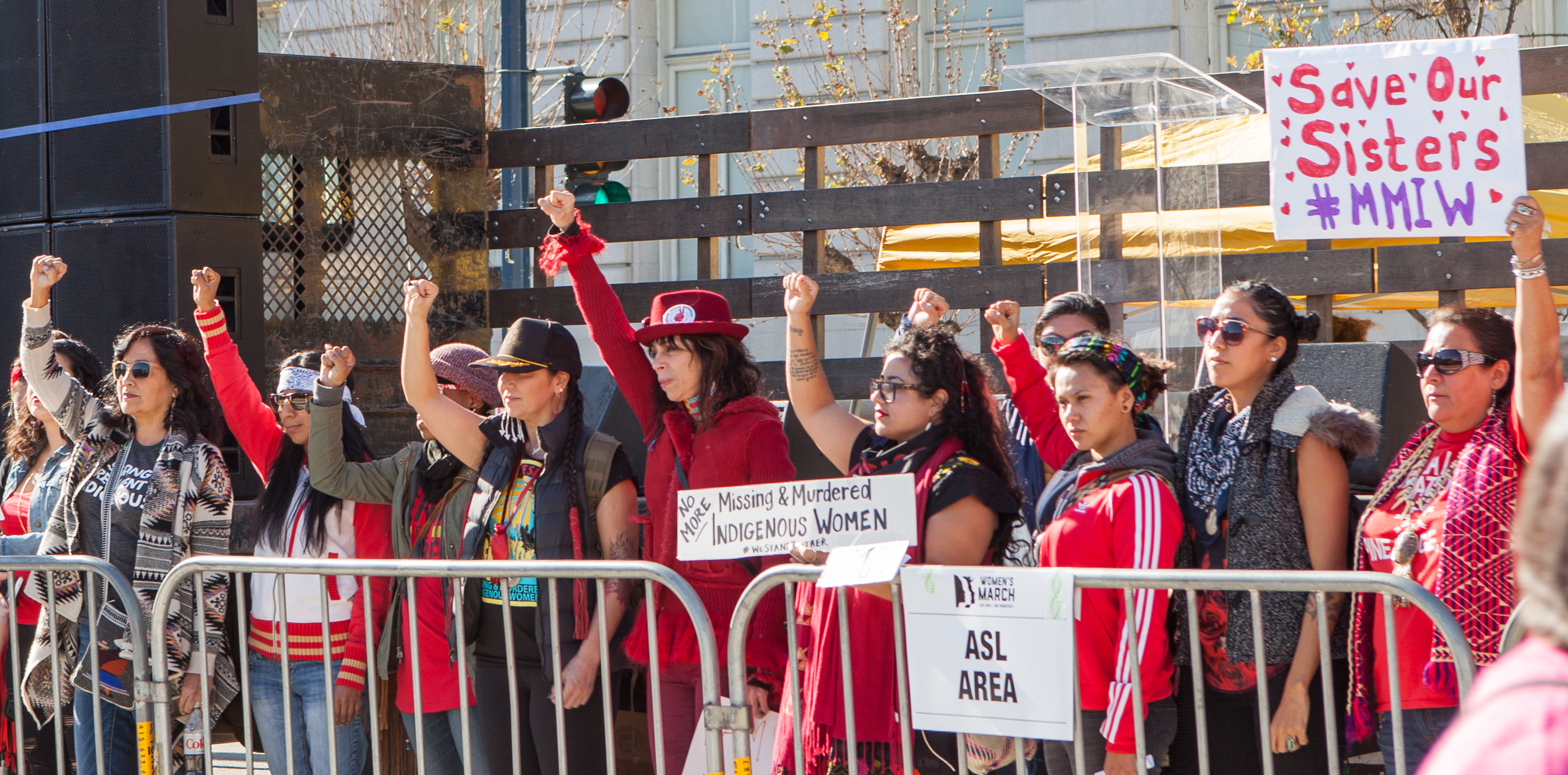
MMIW-Demonstration in San Francisco

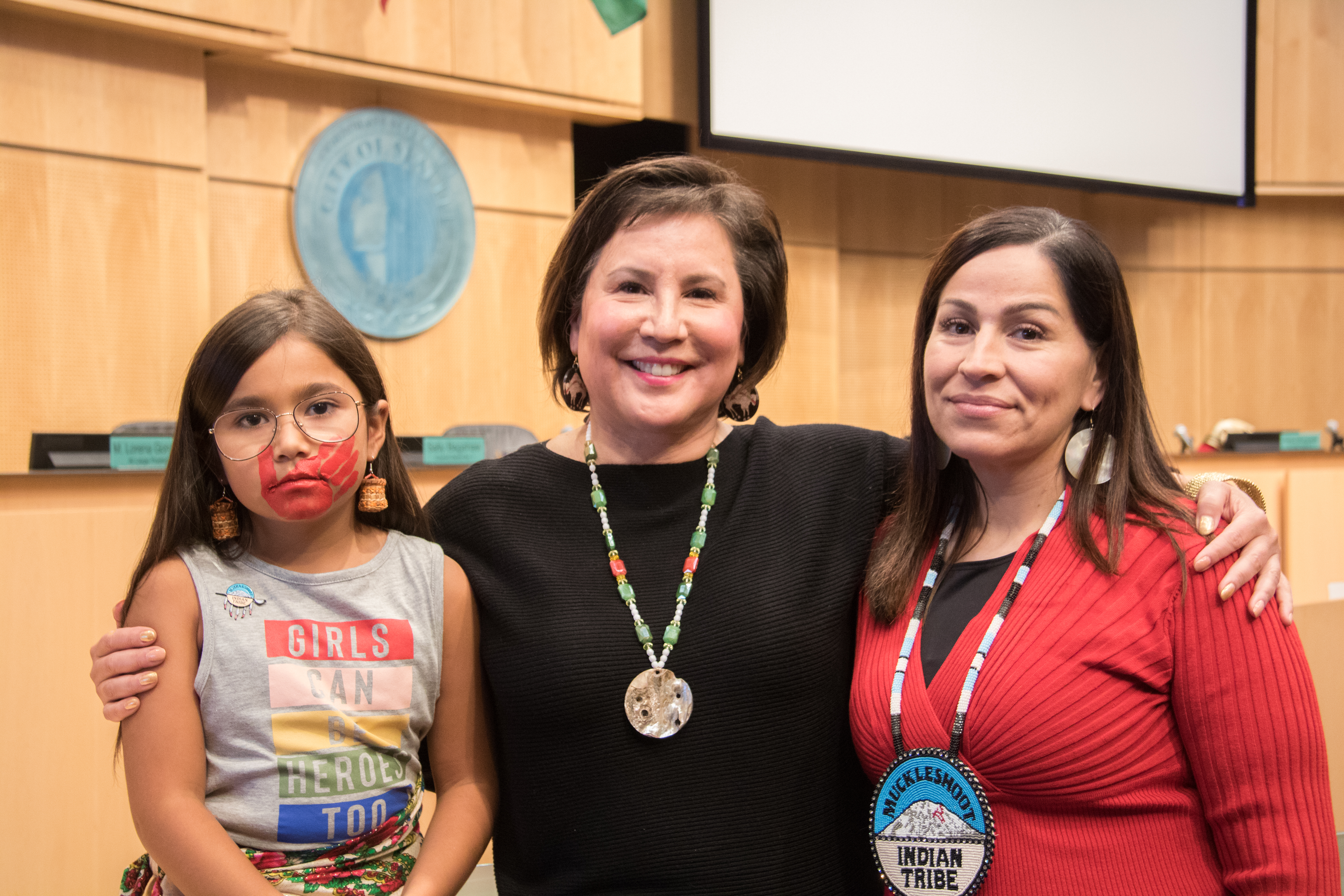
Die Gemeinderätin von Seattle, Juarez, unterstützt die MMIW-Bewegung

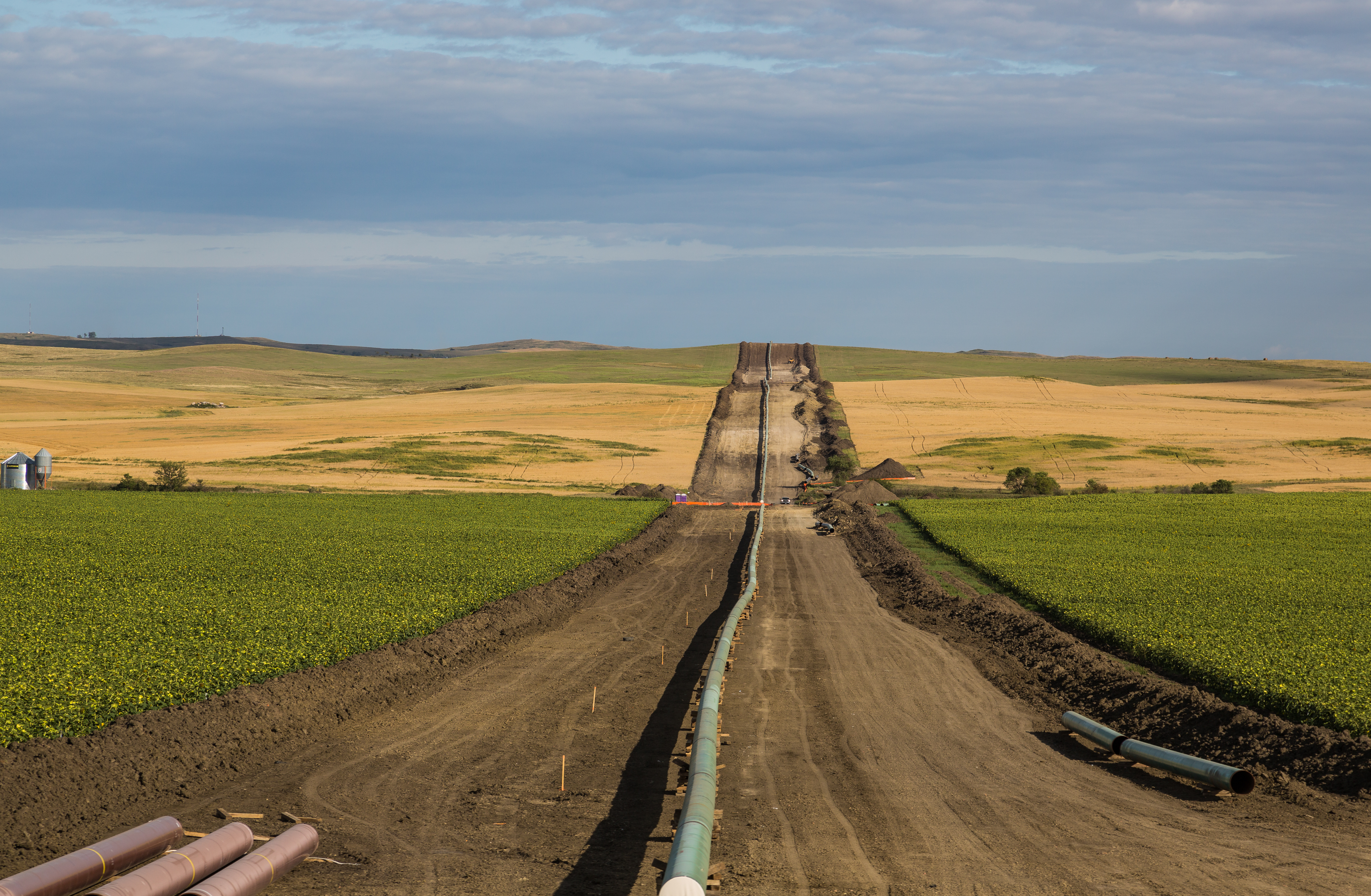
Seit dem Ölboom durch Fracking stiegen die MMIW-Fälle sprunghaft an. Im Bild die umstrittene Dakota Access Pipeline

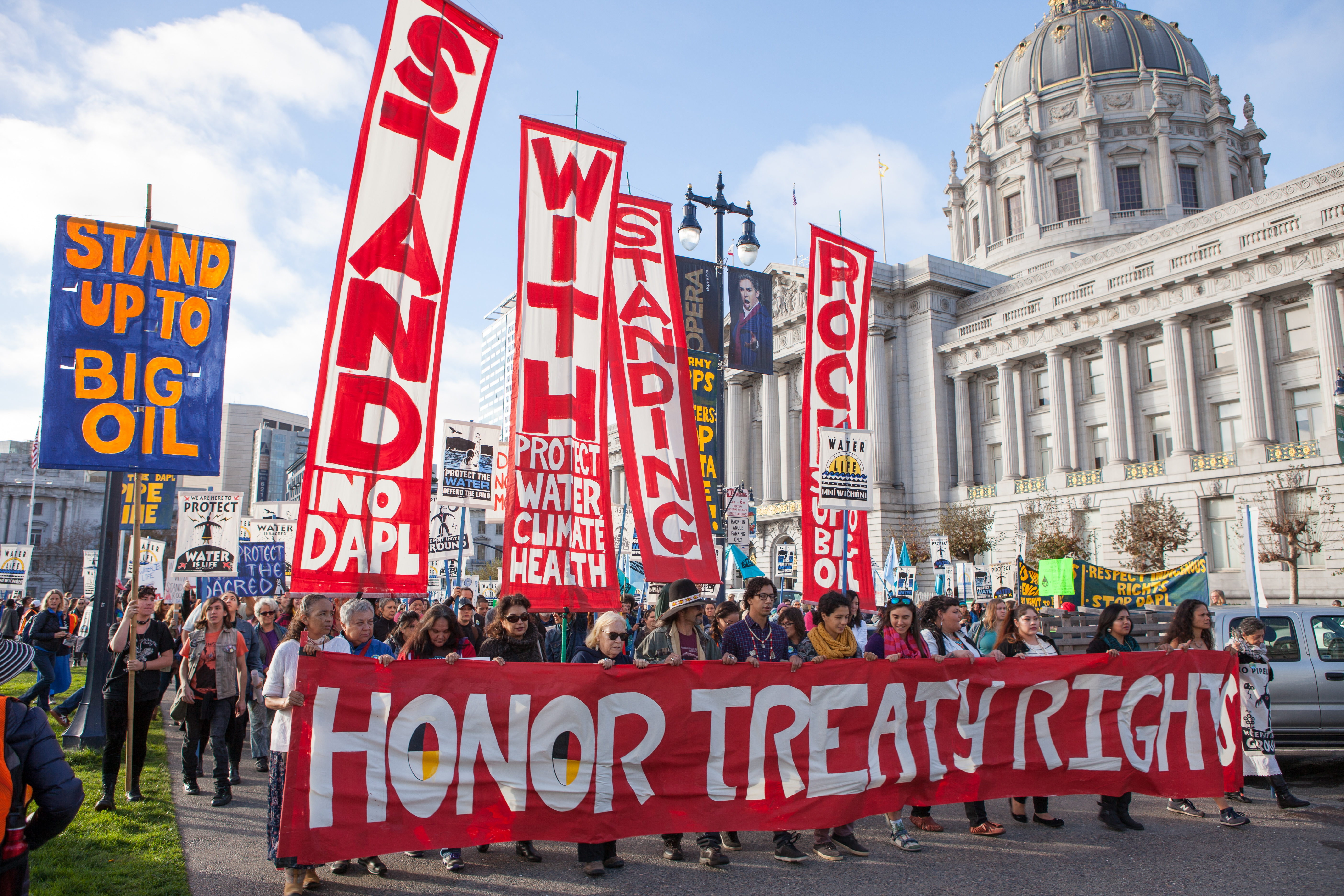
Proteste gegen die Ölindustrie und die DAPL. Stammesführer machen die Ölindustrie für die MMIW-Fälle verantwortlich.

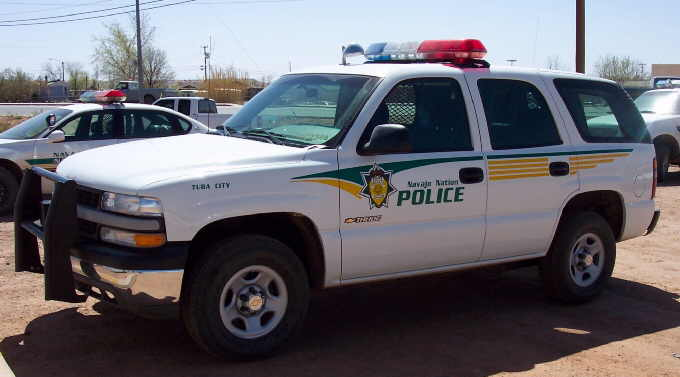
Die Stämme sind mit den Morden überlastet. Im Bild ein Streifenwagen der Navajo Nation Police.

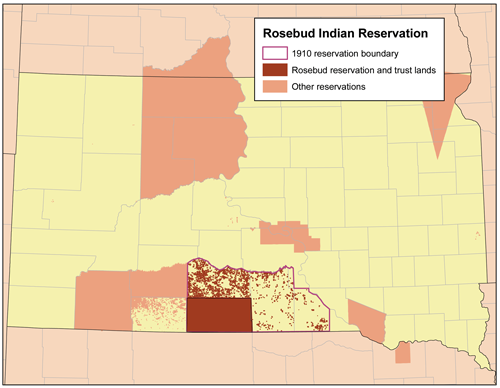
Karte der Rosebud Indian Reservation in South Dakota. Bei den gefleckten Gebieten auf der Karte handelt es sich um Off-reservation trust land.

MMIW steht für „Missing and murdered Indigenous Women“ (Verschwundene und ermordete indigene Frauen) oder auch MMIWG („Missing and murdered Indigenous Women and Girls“; Verschwundene und ermordete indigene Frauen und Mädchen) und geht auf die Bemühungen in Kanada zurück, auf das Schicksal der dort verschwundenen indigenen Frauen aufmerksam zu machen. Das Problem bestand und besteht aber auch in den Vereinigten Staaten von Amerika. Seit 2015 führten diese Umstände zu Protestbewegungen, besonders in den Indianerreservaten der USA. Tausende Mädchen und Frauen verschwanden oder verschwinden immer noch in den Indianerreservaten oder werden in diesen oder in der Nähe von diesen ermordet aufgefunden. Die Verbrechen wurden und werden aufgrund der schwierigen Situation in den Reservaten nur selten aufgeklärt. Im Gebiet der Lakota wurden 4 von 5 Fällen nie aufgeklärt.

## Hintergrund
In einigen Regionen der USA werden indigene Frauen 10 Mal häufiger Opfer von Gewaltverbrechen. Besonders in und in der Nähe von Indianerreservaten kommt es regelmäßig zu Morden an indigenen Frauen und Mädchen. Die meisten Verbrechen wurden und werden nie aufgeklärt. Wurden sie aufgeklärt, dann handelte es sich in den meisten Fällen um Täter, die nicht aus der indigenen Bevölkerung stammten. Oft handelte es sich um Arbeiter, die temporär in und in der Nähe von Reservaten wohnten, wie Arbeiter auf den Ölfeldern in North Dakota. Die Dakota Access Pipeline (DPAL) und die MMIW-Fälle hängen zusammen. Mitarbeiter der Ölgesellschaften sollen die Morde begangen haben, behaupten MMIW-Aktivisten und Stammesführer. Erschwerend für die Aufklärung dieser Morde sind die verschiedenen Zuständigkeiten innerhalb und außerhalb einer Reservation. Während außerhalb der Reservation Polizeieinheiten des Bundesstaates oder des Counties zuständig sind, sind es in den Reservaten eigene Polizeieinheiten der Stämme oder Polizeieinheiten des Bundes. Die Polizeibehörden der Bundesstaaten und der Counties sind für die Reservate nicht zuständig und können nur auf Aufforderung durch die Stammespolizei tätig werden. Nur in den Bundesstaaten Kalifornien, Minnesota, Wisconsin, Oregon und Nebraska können Polizeieinheiten der Bundesstaaten auch in Reservatsgebieten selbstständig tätig werden. Dabei findet das Public Law 83-280 aus dem Jahre 1953 Anwendung, welches Zuständigkeiten der Bundesregierung an die Bundesstaaten abgetreten hat. Doch die schlecht ausgerüsteten und unterbesetzten Polizeibehörden der Stämme in den anderen Staaten fordern ungern Hilfe von außerhalb an. Dies gilt besonders für die flächenmäßig großen Reservate wie in South Dakota, North Dakota, Wyoming, Montana, Washington, Idaho, Arizona und New Mexico. Die Stämme wollen souverän sein und über ihre Angelegenheiten selber bestimmen. 2018 sprach das Urban Indian Health Institute (UIHI) in Seattle von 5712 Fällen. In nur 118 Fällen legte das FBI Fallakten an, obwohl die Zuständigkeit nach dem Major Crimes Act klar in den Händen der Bundesbehörden liegt. Eine Studie aus demselben Jahr sprach von 84,3 % indigener Frauen, die körperliche Gewalt erlebt haben. 56 % der befragten Frauen wurden sexuell missbraucht. Die Stämme konnten wenig dagegen unternehmen, lag doch die Zuständigkeit bei den Bundesbehörden. Nach dem Major Crimes Act sind nicht Stammesgerichte, sondern Bundesgerichte für solche Verbrechen zuständig. Erst mit dem Violence Against Women Reauthorization Act von 2013, welches von Präsident Barack Obama am 7. März 2013 unterschrieben wurde, können sich Stammesgerichte mit solchen Fällen beschäftigen. Doch das Gesetz lief 2018 aus und muss erst verlängert werden.
Ein weiteres Problem sind die sogenannten Stammesgebiete – auf Englisch Off-reservation trust land. Genauso wie Indianer-Reservate unterstehen die Off-reservation trust lands nicht dem Bundesstaat, auf welchem sie liegen. Dabei handelt es sich um Gebiete der Bundesregierung. Diese haben einen ähnlichen Status wie Puerto Rico, Guam und American Samoa, oder auch wie Washington DC. Aufgrund des Flickenteppichs in einigen Regionen der USA gestaltet sich die Verwaltung als recht problematisch. Besonders im Bereich der öffentlichen Sicherheit und Ordnung gibt es massive Probleme, da oftmals nicht klar ist, wer eigentlich zuständig ist. Als Beispiel soll Rosebud Indian Reservation in South Dakota dienen. Offiziell beschränkt sich Rosebud auf Todd County. Der Stamm der Sicango Lakota Oyate besitzt aber Gebiete in 4 weiteren Counties und die Stammespolizei ist dort auch zuständig nämlich in Tripp County, Lyman County, Mellette County und Gregory County. Der Flickenteppich macht es nahezu unmöglich, festzustellen, wer eigentlich zuständig ist. Dies begünstigt, dass Verbrechen an Frauen und Mädchen einfach nicht bearbeitet werden.
So verhielt es sich auch beim Fall United States v. Medearis. Der damals 23-jährige Cody Cheyenne Medearis wurde von der Stammespolizei der Sicango Lakota Oyate (Rosebud) am 13. Januar 2002 in der Nähe von Wood, Mellette County verhaftet. Ihm wurde zur Last gelegt Sherri Lynn Whiting aus der Rosebud Reservation entführt und vergewaltigt zu haben. Verhaftet wurde er auf dem Grundstück einer Tankstelle mit Namen D & E Food and Fuel Convenience Store von der Polizeibeamtin Grace Her Many Horses. Es stellte sich heraus, dass das Grundstück der Tankstelle nicht auf Stammesgebiet, sondern mehrere Meter neben diesem lag. Die Verhaftung durch die Stammespolizei war dadurch nicht rechtens, da sie nur auf Stammesgebiet aktiv werden darf.
#MMIW ist ein Hashtag, der seit November 2015 Verbreitung in den sozialen Netzwerken erfährt.

## Maßnahmen der Regierung
2018 beschloss der US-Kongress den Savanna Act. Das Gesetz wurde nach „Savanna LaFontaine-Greywind“ benannt, einer indigenen Frau, welche 2017 in North Dakota entführt und ermordet wurde. Die Leiche der 22-Jährigen wurde in einem Fluss in North Dakota gefunden. In diesem Gesetz wurde eine Registrierungspflicht von MMIW-Fällen in einer Datenbank beschlossen. Auch sollen die Stammes-Polizeieinheiten zusätzliche Mittel und Ausbildungsangebote bekommen. Das FBI soll aktiver werden.
Am 26. November 2019 setzte Präsident Donald Trump eine Taskforce ein, um das Problem der MMIW zu lösen, nachdem Charles Addington vom Bureau of Indian Affairs am 11. September 2019 vor einem Komitee des US-Kongresses ausgesagt hatte. Auch Bundesstaaten haben MMIW Task Forces eingerichtet, so Minnesota, South Dakota,North Dakota, und Montana. Der 5. Mai wurde von Donald Trump zum „MMIW Day of Awareness“ erklärt und in den letzten Jahren wurde MMIW als eine nationale Krise erkannt.

## Kulturelle Rezeption
- Wind River (2017) ein Thriller von Taylor Sheridan[26]
- Fancy Dance (2023) ein Filmdrama von Erica Tremblay[27]